# Marie Joseph Chatelain
Marie-Joseph Chatelain (1851 - 1916) est un général de division français dont le nom est associé à la Première Guerre mondiale.

## Biographie
Marie Joseph Chatelain naît le 19 juin 1851 à Villersexel (Haute-Saône). Il pousse fort loin ses études et se destine à la carrière des armes. Engagé volontaire le 1er octobre 1870, il est admis à l'École polytechnique en 1872 et en sort sous-lieutenant d'artillerie le 1er octobre 1874.

### Postes
- 26/09/1905 : chef de corps du 4e régiment d'artillerie.
- 04/03/1908 : commandant de l'Artillerie du  20e Corps d'Armée
- 28/09/1910 : commandant de la brigade régionale d'infanterie de Lyon
- 09/04/1912 : inspecteur des cours de tir de campagne.
- 02/08/1914 : commandant de la  73e Division d'Infanterie de Réserve
- 29/08/1914 : commandant de la  11e Division d'Infanterie
- 03/10/1914 : commandant de la  84e Division d'Infanterie Territoriale
- 06/07/1915 : en disponibilité.
- 12/08/1915 : commandant de la place de Belfort
- 20/09/1915 : commandant d'armes de la place de Belfort et commandant de la subdivision de région de Belfort.
- 29/10/1915 : commandant de la zone Nord de la région fortifiée de Belfort
- 02/12/1915 : en disponibilité
- 13/12/1915 : placé dans la section de réserve
- 30/04/1916 - 12/12/1916 : inspecteur général des Établissements et Services spéciaux dépendant de l'Administration centrale et relevant du Ministère de l'Armement et des Fabrications (zone de l'intérieur)

### Grades
État des services de Marie Joseph Chatelain :
- 01/10/1874 : sous-lieutenant
- 01/10/1876 : lieutenant
- 03/11/1880 : capitaine
- 10/07/1894 : chef d'escadron
- 12/07/1901 : lieutenant-colonel
- 23/09/1904 : colonel
- 23/03/1908 : général de brigade
- 23/09/1912 : général de division

### Décorations
- : Commandeur de la Légion d'honneur le 31/12/13
  - Officier (11/07/02)
  - Chevalier (30/12/92)
- : Croix de Guerre 1914-1918
- : Médaille Commémorative de la Guerre de 1870
- : Médaille Commémorative de la Campagne de Chine 1900-1901